# Ceratoglyphina styracicola
Ceratoglyphina styracicola är en insektsart som först beskrevs av Takahashi, R. 1921.  Ceratoglyphina styracicola ingår i släktet Ceratoglyphina och familjen långrörsbladlöss. Inga underarter finns listade i Catalogue of Life.